# Hajat Tahrir asz-Szam
Hajat Tahrir asz-Szam (HTS, arab. ‏هيئة تحرير الشام‎, tłum. Organizacja Wyzwolenia Lewantu) – sunnicka koalicja grup zbrojnych o profilu islamistycznym, dżihadystycznym i terrorystycznym, zaangażowanych wojnę domową w Syrii.
HTS uchodzi za najsilniejszą frakcję wojskową syryjskiej opozycji, od grudnia 2024 de facto kontrolującą Syrię.
W dniu 29 stycznia 2025 roku, podczas Konferencji Zwycięstwa Syryjskiej Rewolucji, która odbyła się w Damaszku, Hassan Abdel Ghani, rzecznik Dowództwa Operacji Wojskowych, ogłosił rozwiązanie HTS i kilku frakcji zbrojnych oraz oświadczył, że staną się one częścią "instytucji państwowych".

## Historia
HTS powstał 28 stycznia 2017 w wyniku połączenia Dżabhat Fath asz-Szam (wcześniej Dżabhat an-Nusra, do 2016 oficjalne syryjskie ramię Al-Ka’idy), Dżabhat Ansar ad-Din, Dżajsz as-Sunna, Liwa al-Hakk i Harakat Nur ad-Din az-Zanki.
Proces zjednoczenia odbył się z inicjatywy Abu Dżabira asz-Szajcha, islamistycznego dowódcy będącego drugim emirem Ahrar asz-Szam. W 2017 wezwał on wszystkie siły opozycji do zjednoczenia się pod jego islamskim przywództwem i poprowadzenia „ludowego dżihadu”, celem obalenia partii Baas, wyparcia z Syrii szyickich bojowników Hezbollahu oraz wprowadzenia szariatu .
Powstaniu HTS towarzyszył wybuch konfliktu na pełną skalę między nową koalicją, a lojalistami konkurencyjnej Al-Ka’idy zorganizowanymi w Hurras ad-Din i odrzucającymi koncept skupienia się głównie wokół kwestii syryjskiej. HTS udało się wyprzeć HAD z większości kontrolowanych przez siebie terytoriów i od tego czasu HTS realizuje program „syrianizacji” kontrolowanych terytoriów; skupia się na utworzeniu względnie stabilnej administracji cywilnej, która oprócz utrzymywania prawa i porządku świadczy usługi publiczne i współpracuje z organizacjami humanitarnymi.
HTS utworzył w Idlibie tzw. Rząd Zbawienia, który miał zarządzać codziennymi sprawami w regionie. Policja religijna HTS-u miała dopilnować, by kobiety nosiły hidżab, sklepy były zamykane w piątki, a mieszkańcy uczestniczyli w cotygodniowych modlitwach. Zakazano słuchania muzyki, a także palenia fajek wodnych w miejscach publicznych. Oficjalnie HTS stara się zdystansować od Al-Ka’idy, kreując swój wizerunek jako obrońców syryjskich sunnitów.
Harakat Nur ad-Din az-Zanki oddzielił się od Tahrir asz-Szam już w lipcu 2017, a Dżabhat Ansar ad-Din w 2018 roku.
W 2017 roku na terenach zajmowanych przez HTS rozlokowały się tureckie posterunki wojskowe mające na celu patrolowanie północno-zachodniej Syrii w ramach zawieszenia broni ustalonego w drodze negocjacji w Astanie.

Ofensywa HTS w 2024 roku.

27 listopada 2024 roku HTS rozpoczęła szeroko zakrojoną ofensywę przeciw siłom rządowym. W pierwszym tygodniu walk organizacja zdobyła większość Aleppo i znacznie poszerzyła swoją strefę wpływów na północy kraju. 8 grudnia przejęli kontrolę nad Damaszkiem i ogłosili „wyzwolenie Syrii spod reżimu Al-Asada”.
W dniu 29 stycznia 2025 roku, podczas Konferencji Zwycięstwa Syryjskiej Rewolucji, która odbyła się w Damaszku, Hassan Abdel Ghani, rzecznik Dowództwa Operacji Wojskowych, ogłosił rozwiązanie HTS i kilku frakcji zbrojnych oraz oświadczył, że staną się one częścią "instytucji państwowych".